# Atari Games
Atari Games war ein US-amerikanischer Hersteller von Arcade-Automaten und Computerspielen. Es ist eines von zwei Unternehmen, das im Juni 1984 aus der Aufspaltung des Computerspielpioniers Atari, Inc. hervorgegangen ist. Im Laufe seines Bestehens wechselte das Unternehmen mehrfach den Besitzer. Es firmierte dabei zeitweise auch unter dem Namen Time Warner Interactive und schließlich 1998 bis zur Schließung 2003 als Midway Games West.

## Unternehmensgeschichte

### Aufspaltung der Atari, Inc. und Abstoßung durch Warner
Nachdem die ursprüngliche Atari, Inc. lange Jahre Gewinne erwirtschaftete, folgte 1983 der operative Absturz, als das Unternehmen einen Verlust von 538,6 Millionen US-Dollar erwirtschaftete. Ataris Mutterkonzern Warner Communications verlor durch seine strauchelnde Tochter in Folge rund eine Milliarde US-Dollar und musste sich Ende 1983 unter anderem eines feindlichen Übernahmeversuchs durch Rupert Murdoch erwehren. Im Juli 1984 verkaufte Warner Communications daher Teile Ataris an Jack Tramiel, den Gründer und kurz zuvor aus dem Amt gedrängten Geschäftsführer des Computerherstellers Commodore. Tramiel erwarb das Unternehmen einzig mit Schuldverschreibungen in Höhe von 240 Millionen US-Dollar. Tramiel galt dabei mit seinem zu Commodore-Zeiten heftig geführten Preiskampf zu den Hauptverursachern von Ataris finanziellem Absturz. Als er jedoch den Machtkampf mit Commodores Anteilseigner Rick Goulding verlor und Commodore verlassen musste, übernahm er Ataris Konsolen- und Computerabteilung, um sie künftig unter der Firmenbezeichnung Atari Corporation als Konkurrent gegenüber Commodore zu positionieren.
Die Abteilung für Spielhallenautomaten sowie Ataris Telefonentwicklungsabteilung Ataritel, die etwa rund 20 % des ursprünglichen Unternehmens ausmachten, verblieben dagegen bei Warner Communications. Die Herstellung von Arcade-Automaten wurden seither unter dem Namen Atari Games Corporation weitergeführt. Ein Abkommen zwischen Warner und Tramiel sah vor, dass das Unternehmen weiterhin das alte Atari-Logo, jedoch immer nur mit dem Zusatz Games, verwenden durfte. Außerdem durfte es nur Arcade-Spiele unter diesem Namen vertreiben, Veröffentlichungen für Computer und Spielkonsolen waren davon ausgenommen. Zu Beginn der Auftrennung teilten sich Atari Corporation und Atari Games weiterhin dasselbe Bürogebäude am Atari-Hauptsitz Sunnyvale. Später zog das Unternehmen nach Milpitas.
Im Februar 1985 trafen Warner und Namco ein Abkommen über eine Mehrheitsbeteiligung des japanischen Spielekonzerns an Atari Games. Namco, dem aus dem Pac-Man-Vertrag mit Atari, Inc. noch Lizenzgebühren von Warner zustanden, erwarb für zehn Millionen Dollar 60 % der Anteile an Atari Games. Das Unternehmen wurde zu einer Außenstelle von Namco America, die unter der Leitung von Hideyuki Nakajima stand.

### Wiedereinstieg auf dem Endkundenmarkt
Die von Namco erhofften Synergieeffekte blieben aus, weshalb Namco-Gründer Masaya Nakamura Anfang 1987 20 % seiner Unternehmensanteile zurück an Warner und an eine Gruppe Atari-Games-Mitarbeiter unter der Führung von Nakajima verkaufte. 1990 erwarb Atari Games auch die verbliebenen Anteile Namcos. Hideyuki Nakajima bemühte sich in Folge, die Spiele von Atari Games wieder im Markt für Endkunden, d. h. für Spielkonsolen und Heimcomputer, zu platzieren. Da der Vertrag mit Tramiels Atari Corporation jedoch den Vertrieb von Computerspielen unter dem Atari-Logo ausschloss, schuf Nakajima hierfür 1987 eine neue Tochtergesellschaft mit dem Namen Tengen. Der Begriff Tengen (天元, „Mitte des Himmels“) hat wie der Name Atari seinen Ursprung im japanischen Brettspiel Go und bezeichnet dort den Mittelpunkt des Spielbretts.
Bis etwa 1991 galt Atari Games bei einigen Kritikern als eine der kreativsten Spieleschmieden für Arcade-Automaten. Erfolge konnte die Firma u. a. mit Spielen wie Marble Madness, Gauntlet, Rampart oder Paperboy feiern. Merkmale für Automatenspiele von Atari Games waren beispielsweise:
- zumeist Verzicht auf gängige Genrekonventionen
- stärkerer Fokus auf prozedural generierte oder sehr variabel gestaltete Spielwelten statt vorgefertigter Levelverläufe
- Level-Warp für erfahrene Spieler
- POKEY-Sound
- die Atari-Schriftart, bestehend ausschließlich aus Kapitälchen in einer 16×16 Pixel großen Monospace-Serifenschriftart
- die Atari-Glocke als Hinweis für die Eingabe des Namens für die Credits
- Highscore-Listen pro Münzeinwurf

Im Oktober 1991 schloss Tengen mit dem japanischen Konsolenhersteller Sega ein Abkommen über die Entwicklung von 40 Spielen für sämtliche Sega-Plattformen.

### Auseinandersetzungen mit Nintendo
Ende der 1980er bis Anfang der 1990er Jahre führte Atari Games zwei bedeutsame juristische Auseinandersetzungen mit dem japanischen Konsolenhersteller Nintendo. Der erste betraf die Kontrolle, die Nintendo über die Software-Veröffentlichungen von Drittanbietern auf das Nintendo Entertainment System ausübte. Da Nintendo die schlechte Qualität einiger Spieleveröffentlichungen als bedeutende Ursache für den Video Game Crash ausgemacht hatte, versuchte der Konsolenhersteller, dem mit einer Qualitätsgarantie entgegenzutreten. Gegenüber den Drittanbietern versuchte Nintendo, dies mit einem in die Spielmodule eingesetzten Kontrollchip (sog. 10NES, in der Berichterstattung auch als „lock-out chip“ bezeichnet) durchzusetzen, die ausschließlich von Nintendo verbaut werden konnten und ohne die ein Spielmodul von der Konsole nicht akzeptiert wurde. Nintendo erlegte den Drittanbietern zudem strenge Regeln auf, u. a. die Begrenzung der Neuveröffentlichungen pro Jahr auf maximal fünf Titel und eine zweijährige Exklusivität für das NES. Da Nintendo zu diesem Zeitpunkt mehr als 80 % des Marktes beherrschte, führte für Atari Games bzw. dessen Tochter Tengen kein Weg an einem Lizenzabkommen vorbei. Alle Versuche, Sonderkonditionen auszuhandeln, scheiterten.
Nach Abschluss des Lizenzabkommens begann Atari Games daher, nach einer Möglichkeit zu suchen, Nintendos Lizenzvorgaben und die Beschränkungen durch den Kontrollchip zu umgehen. Erste Versuche, den Chip durch Reverse Engineering zu analysieren, scheiterten. Daher verschaffte sich Ataris Rechtsabteilung widerrechtlich Zugang zu Nintendos 10NES-Plänen, als sie gegenüber dem United States Copyright Office in einer eidesstattlichen Erklärung angaben, das Dokument in einem fingierten Urheberrechtsstreit zwischen Nintendo und Atari Games zu benötigen. 1988 veröffentlichte Tengen seine einzigen drei von Nintendo lizenzierten Titel – Pac-Man, RBI Baseball und Gauntlet –, bevor das Unternehmen im Dezember desselben Jahres eine Kartellklage gegen Nintendo anstrengte, wegen “improperly using its patent and greater market share to monopolize the home video game market.” (deutsch: „unangemessener Nutzung ihrer Patente und ihres größeren Marktanteils, um ein Monopol auf dem Heimcomputerspielemarkt zu errichten“). Damit wollte sich das Unternehmen für seinen nächsten Schritt rechtlich absichern und brachte im selben Atemzug über Tengen selbst produzierte Spielmodule auf den Markt, die keinen von Nintendo lizenzierten Kontrollchip enthielten, sondern eine Rabbit getaufte Eigenentwicklung. Nintendo reagierte im Januar 1989 mit einer Gegenklage, die Atari Games von der Entwicklung von NES-Spielen ausschließen sollte, während im Februar 1989 auch die von Atari Games unabhängige Atari Corporation in diesem Sinn gegen Nintendo klagte. Nintendo konterte im November 1989 mit einer weiteren Gegenklage wegen Patentverletzung und betrügerischer Aneignung von Nintendos geistigem Eigentum. Gleichzeitig drohte Nintendo allen Händlern, die Tengen-Software verkaufen sollten, mit rechtlichen Schritten, worauf viele Händler die entsprechenden Spiele aus ihren Regalen verbannten.
Der Prozess ging für Atari Games am 10. September 1992 vor dem United States Court of Appeals for the Federal Circuit verloren (Fall 975 F.2d 832 (Fed. Cir. 1992)). Obwohl das Gericht anerkannte, dass Nintendo seine Stellung möglicherweise missbraucht haben könnte und der ursprüngliche Versuch des Reverse Engineerings unter den Grundsatz des Fair Use falle, habe Atari Games durch die betrügerisch erlangten Unterlagen der Urheberrechtsbehörde den Anspruch auf Klage wegen Missbrauchs des Urheberrechts verwirkt. Stattdessen habe Atari Games selbst das Urheberrecht von Nintendo verletzt, als es mit Hilfe der Unterlagen den Kontrollchip nachbauen ließ, inklusive nachweislich nichtverwendeter Codesequenzen des Originals und obwohl nach Beweisführung durch Nintendo auch andere Möglichkeiten bestanden hätten, einen entsprechenden Datenstrom zum Aufheben der Sperre zu erzeugen. Atari wurde zu Schadensersatzzahlungen verurteilt.
Das zweite gerichtliche Aufeinandertreffen betraf die NES-Umsetzung des Computerspiels Tetris. Das rechtlich im Besitz des sowjetischen Staatskonzerns Electronorgtechnica (Elorg) befindliche Spiel wurde über den Geschäftsmann Robert Stein an die Publisher Mirrorsoft und Spectrum Holobyte lizenziert, wenngleich diese Verträge erst nachträglich legalisiert wurden, da Stein erst einen Monat nach Erscheinen der ersten Produkte die entsprechenden Unterschriften aus Russland erhielt. Spectrum Holobyte lizenzierte daraufhin die Arcade- und Computerrechte für den japanischen Markt an den Nintendo nahe stehenden Entwickler Henk Rogers weiter, während Mirrorsoft dieselben Lizenzen an Atari Games/Tengen vergab. Allerdings war allen Unternehmen dabei nicht bewusst, dass Elorg Stein lediglich die Rechte für Computeradaptionen für den westlichen Markt übertragen hatte, nicht aber für den japanischen Markt oder Handheld- und Heimkonsolen. In einem Wettstreit der verschiedenen Unternehmen gelang es letztlich Nintendo, die mit diesem Titel den Marktstart ihrer Handheld-Konsole Game Boy vorantreiben wollte, sich am 22. März 1988 die entsprechenden Rechte zu sichern, und ließ Atari Games, dessen Tochter Tengen bereits mit der Entwicklung einer NES-Version begonnen hatte, am 31. März ein Fax mit dem Hinweis auf den Vertragsabschluss zukommen. Atari beantragte heimlich das Copyright auf Tetris und veröffentlichte seine Version im Mai 1989; einen Monat später erschien die Nintendo-Version. Während die von Ed Logg entwickelte Tengen-Version als qualitativ besser beurteilt wurde (u. a. zusätzlich ein Zwei-Spieler-Modus), strengte Nintendo eine Klage gegen Tengen an. Richterin Fern M. Smith, die auch den Vorsitz im Prozess um den „lock-out chip“ hatte, gab aufgrund der deutlichen Beweislage Nintendos Forderung nach einem Rückruf von Ataris Spielmodulen statt. Es kam letztlich zu keiner Gerichtsverhandlung mehr; am 13. November urteilte Smith, dass die Rechte an Tetris bei Nintendo lägen; Atari Games musste seine Version von Tetris einstampfen. Nintendo verkaufte letztlich drei Millionen Exemplare des Spiels für NES und, als Beilage zur Hardware, 40 Millionen für den Game Boy.

### Allmählicher Niedergang
Ab 1992 begann Atari Games’ Stern allmählich zu sinken. Es gelang dem Unternehmen immer seltener, mit innovativen Ideen gegenüber den Beat ’em ups der Konkurrenz (u. a. Street Fighter) zu überzeugen. Auch schrumpfte der nordamerikanische Markt für Arcade-Spiele kontinuierlich zusammen. 1993 übernahm Time Warner eine kontrollierende Mehrheit an Atari Games, am 11. Juni 1994 starb der langjährige Geschäftsführer Nakajima an Lungenkrebs. Ab April 1994 operierte das Unternehmen unter dem Namen Time Warner Interactive, die Bezeichnungen Atari Games und Tengen wurden aufgegeben. Im März 1995 gab Time Warner bekannt, seinen verbliebenen Anteil an Atari Games veräußern zu wollen, um so den Schuldenstand des Konzerns zu reduzieren. Im Mai 1995 wurde Dan Van Elderen, zuvor bereits bei Atari, Inc. angestellt und Entwicklungsleiter von Atari Games in den 1980ern, zum President und COO von Time Warner Interactive ernannt, nachdem er diese Position zuvor bereits für die Endkundensparte (Tengen) innehatte. Im März 1996 veröffentlichte der US-Spielekonzern WMS Industries eine Mitteilung, dass er Time Warner Interactive übernehmen werde. Da WMS keine Rechte am Namen Time Warner besaß, operierte das Unternehmen bis 1998 wieder unter seinem ursprünglichen Namen Atari Games. Innerhalb des Konzerns gehörte die Firma zur Spielesparte Midway Games, die im Oktober 1996 von WMS an die Börse gebracht wurde. Der bisherige Produktionsstandort für Arcadeautomaten in Irland wurde an Namco verkauft. 1998 veräußerte WMS Industries seine verbliebenen Anteile an Midway Games, im selben Jahr erfolgte die Umbenennung von Atari Games in Midway Games West. Allerdings wurde der Name für Veröffentlichungen im Arcade-Bereich vorerst beibehalten. 1999 erschien dann mit San Francisco Rush 2049 das letzte unter dem Atari-Games-Logo veröffentlichte Arcade-Spiel, 2001 gab Midway das Geschäft mit den Münzautomaten vollständig auf. Midway Games West beschränkte sich zunächst auf die Entwicklung von Computerspielen, bis das Studio im Februar 2003 geschlossen wurde. Nach der Pleite und Zerschlagung von Midway Games im Jahr 2009 übernahm Time Warner bzw. dessen Tochter Warner Bros. Interactive Entertainment einen Großteil von Midways Marken und Lizenzen, darunter auch die Namensrechte Atari Games.

## Veröffentlichte Spiele

### Als Atari Games
- 720°
- A.P.B.
- Area 51
- Area 51: Site 4
- Badlands
- Batman
- Blasteroids
- California Speed
- Championship Sprint
- COPS
- Cyberball
- Cyberball 2072
- Empire Strikes Back
- Escape from the Planet of the Robot Monsters
- Gauntlet
- Gauntlet 2
- Gauntlet Legends
- Guardians of the 'Hood
- Hard Drivin'
- Hydra
- Indiana Jones and the Temple of Doom
- Klax
- Marble Madness
- Maximum Force
- Moto Frenzy
- Off the Wall
- Paperboy
- Peter Pack Rat
- Pit-Fighter
- Primal Rage
- Race Drivin'
- Rampart
- Relief Pitcher
- RoadBlasters
- Road Burners
- Road Riot 4WD
- Road Runner
- S.T.U.N. Runner
- San Francisco Rush: Extreme Racing
- San Francisco Rush: The Rock
- San Francisco Rush 2049
- Shuuz
- Skull & Crossbones
- Space Lords
- Steel Talons
- Super Sprint
- T-Mek
- Tetris
- ThunderJaws
- Toobin'
- Tournament Cyberball 2072
- Vapor TRX
- Vindicators
- Vindicators Part II
- War Final Assault
- Wayne Gretzky's 3D Hockey
- Xybots

### Als Tengen
Tengen stellte sowohl von Nintendo lizenzierte als auch unlizenzierte Titel für das NES her, die einzigen offiziell lizenzierte Spiele waren dabei Gauntlet, Indiana Jones and the Temple of Doom, Pac-Man und RBI Baseball. Die unlizenzierten Module unterscheiden sich von den offiziellen halbquadratischen, grauen Nintendo-Modulen durch ihre abgerundeten Ecken und matt-schwarze Farbe, die an die ursprünglichen Atari-Spielmodule angelehnt war.
- 720°
- After Burner
- Alien Syndrome
- Fantasy Zone
- Gauntlet
- Gauntlet 2
- Indiana Jones and the Temple of Doom
- Klax
- Ms. Pac-Man
- Pac-Man
- Pac-Mania
- Paperboy
- Paperboy 2
- RBI Baseball
- RBI Baseball 2
- RBI Baseball 3
- RoadBlasters
- Road Runner
- Rolling Thunder
- Shinobi
- Skull & Crossbones
- Super Sprint
- Tetяis: The Soviet Mind Game
- Toobin'
- Vindicators